# Antiocupes
Antiocupes (títol original, Anti-Squat) és una pel·lícula dramàtica francesa dirigida per Nicolas Silhol i estrenada el 2023. S'ha subtitulat al català.

## Sinopsi
L'Inès i el seu fill Adam, de 14 anys, estan a punt de ser desnonats de la seva casa. Desesperada, l'Inès troba feina a Anti-Squat, una empresa que allotja a persones en oficines desocupades per a protegir-les dels ocupes. El seu paper consisteix a reclutar residents i fer complir normes estrictes.

## Repartiment
- Louise Bourgoin: Inès
- Samy Belkessa: Adam
- Sâm Mirhosseini: Marko
- Kahina Lahoucine: Soraya
- Arthur Choisnet: Guillaume
- Agnès Sourdillon: Eugénie
- Ike Ortiz: Moussa
- Adèle Wismes: Claire
- Antoine Gouy: Thomas
- Violaine Fumeau: Judith Jaraud

## Context
La pel·lícula comença amb un text en què s'explica que la llei ELAN de 2018 va crear un sistema destinat a garantir la protecció i preservació dels locals buits fent-los ocupar per residents temporals. És aquest marc legal el que aprofita l'empresa fictícia Anti-Squat a la pel·lícula.
Aquesta disposició, inicialment experimental, es va perpetuar per la llei 2023-668 destinada a protegir l'habitatge contra l'ocupació il·legal, publicat un mes abans de l'estrena de la pel·lícula.
Manuel Domergue, director d'estudis de la Fundació Abat Pierre, va precisar, tanmateix, que el fet de requisar oficines per allotjar temporalment persones en situació de precarietat "no és una realitat massiva" i que això afecta "uns quants centenars o milers d'habitants a França".